# Dom St. Martin (Rottenburg)

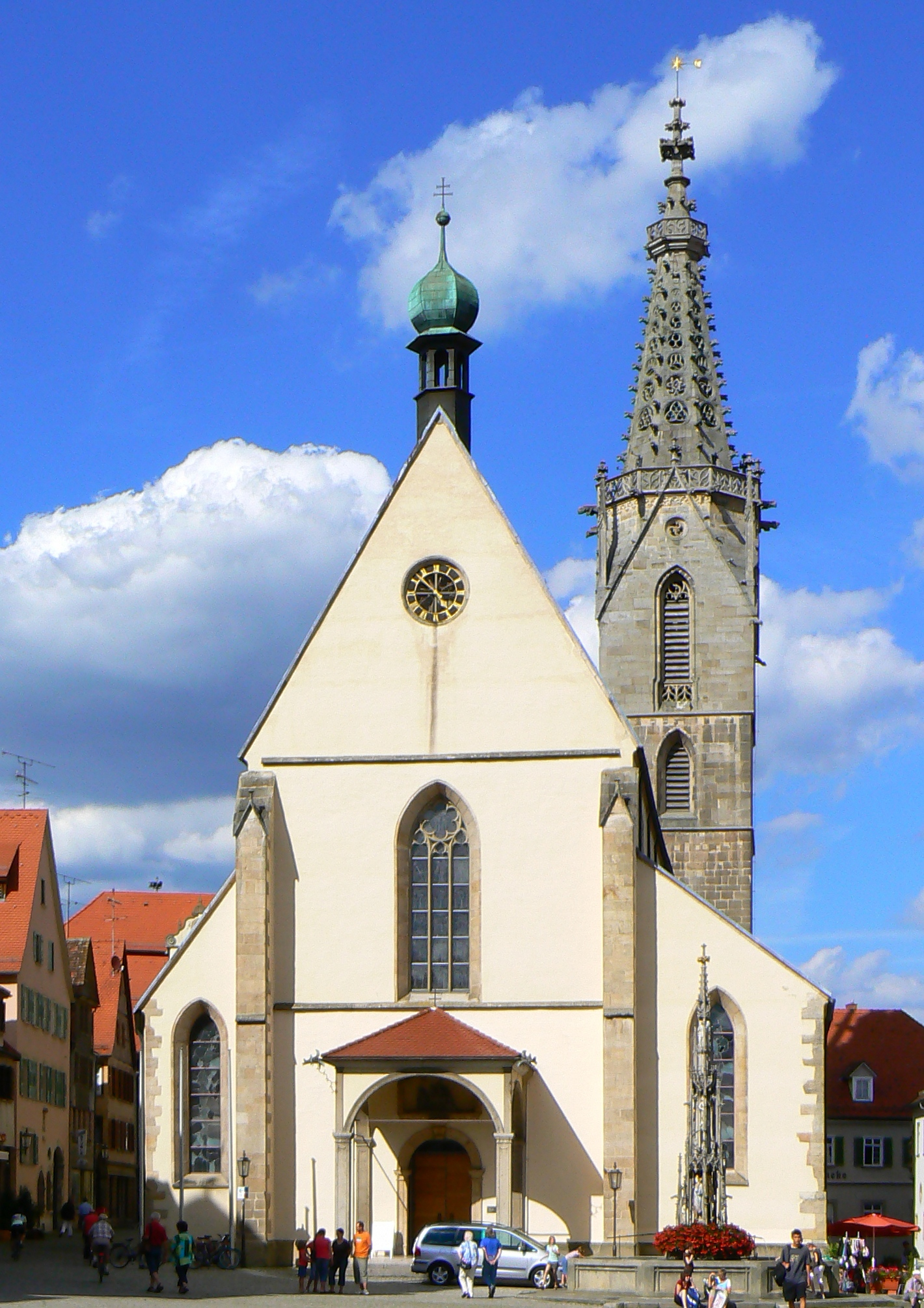
Dom St. Martin zu Rottenburg

Der Dom St. Martin in Rottenburg am Neckar ist die Kathedrale des Bistums Rottenburg-Stuttgart. Er ist dem heiligen Martin von Tours geweiht. Konkathedrale ist die Domkirche St. Eberhard in Stuttgart.

## Geschichte
Am Rottenburger Marktplatz entstand um 1280 eine frühgotische Liebfrauenkapelle. Die Pfarrkirche befand sich noch im Dorf Sülchen vor der Stadt und war dem Heiligen Martin geweiht. An die Stelle der Kapelle am Markt trat ab 1424 eine gotische Stadtpfarrkirche. Ihr Name und Patrozinium St. Martin wurde von der Sülchenkirche übernommen. Diese dreischiffige Basilika hatte einen unregelmäßigen Grundriss, da beim Bau auf den Straßenverlauf geachtet werden musste und der Sockel des romanischen Turms erhalten blieb, der bis heute in den Chor der Kirche hineinragt. Gleichzeitig wurde mit dem spätgotischen durchbrochenen Turmhelm das bedeutendste Kunstwerk der Kirche geschaffen. Der 58 Meter hohe Turm ist bis heute Wahrzeichen der Stadt.
Der Stadtbrand von 1644 machte einen grundlegenden Wiederaufbau notwendig, der mit der Kirchweihe durch den in Rottenburg geborenen Konstanzer Weihbischof Georg Sigismund Müller am 8. September 1655 abgeschlossen wurde. Bei dieser Gelegenheit wurden die Kirche barockisiert, die Säulen verstärkt und ein Tonnengewölbe eingezogen. Der unsymmetrische Grundriss blieb erhalten.
1821 wurde ein Bistum für das Königreich Württemberg gegründet und Rottenburg als Stadt mit dem höchsten katholischen Bevölkerungsanteil zum Bischofssitz bestimmt. Gegen den Widerstand des ersten Bischofs Johann Baptist von Keller wurde die Pfarrkirche St. Martin zur Bischofskirche erhoben, blieb aber zugleich wie bisher Pfarrkirche der Stadt. Wegen ihrer architektonischen Unregelmäßigkeiten und ihrer geringen Größe wurde sie als einer Bischofskirche nicht würdig empfunden.
Alle Neubaupläne haben sich aber bis heute zerschlagen. Der Dom wurde zwischen 1998 und 2002 vom Rottenburger Architekten Johannes Manderscheid saniert und die Domsakristei neu eingerichtet.

## Turm
Die unteren Geschosse des Turms wurden bereits 1280 als Teil der Liebfrauenkapelle erbaut. Bei der Erweiterung der Kirche ab 1424 blieb dieser massive Turm stehen, weshalb der Chor aus der Mittelachse des Langhauses verschoben werden musste. Ab 1486 wurden die oberen Geschosse gebaut mit der kunstvoll durchbrochenen Pyramide. Sie ist wahrscheinlich vom Freiburger Münsterturm beeinflusst und einer der wenigen gotischen Turmhelme, die noch in der Zeit der Gotik vollendet wurden. Nach dem Verdingbrief von 1486 wurde der Steinmetzmeister Hans Schwarzacher mit dem Bau des Turms beauftragt. Beim Stadtbrand von 1644 wurde auch der Turm in Mitleidenschaft gezogen. Die grundlegende Turmrenovierung 1961–1969 stellte sein ursprüngliches Aussehen wieder her.
Der achteckige Turmhelm erhebt sich über dem quadratischen, durch Gesimse in Geschosse gegliederten Schaft. Die acht sich verjüngenden Seitenflächen sind in je acht Zonen unterteilt und durch Maßwerkeinsätze durchbrochen. Die unterste Zone nach Westen zeigt zwei tanzende Rittergestalten, die nach Osten die Mantelteilungsszene des hl. Martin. Den oberen Abschluss bildet eine monumentale doppelte Kreuzblume.
Bei der Renovierung 2001–2003 wurde die zwei Meter dicke Wand des Erdgeschosses zum Kirchenschiff geöffnet. Dieser frühgotische Raum wurde zur Sakramentskapelle umgestaltet. Durch zwei schmale Öffnungen ist die Tabernakelstele sowohl vom Mittel- wie auch vom Seitenschiff sichtbar.

## Ausstattung

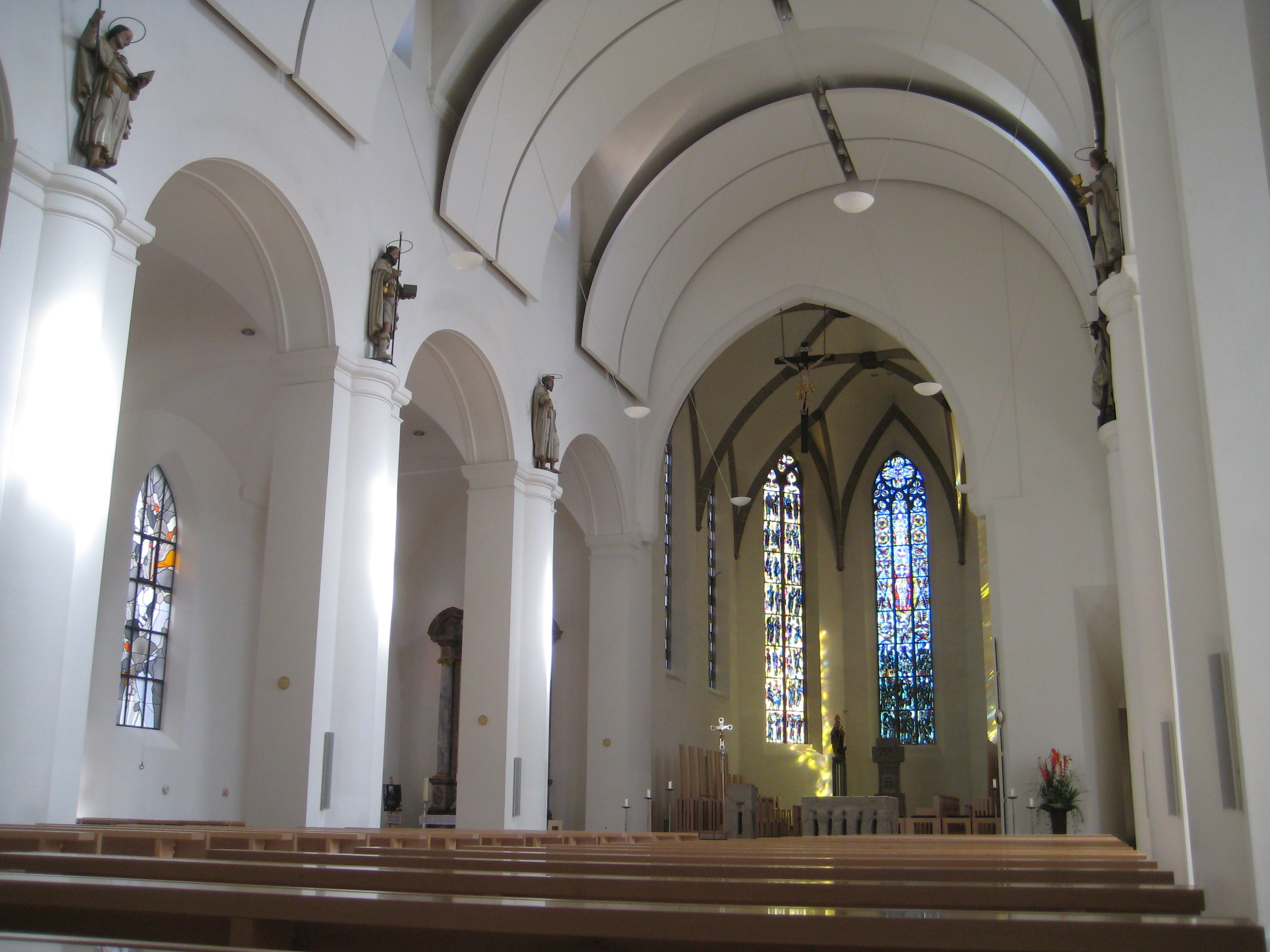
Innenansicht des Rottenburger Doms mit Blick in den Chor

Um der ursprünglichen Stadtpfarrkirche den angemessenen Rahmen einer Domkirche zu geben, wurde sie in den vergangenen zwei Jahrhunderten mehrfach renoviert und dem jeweiligen Zeitgeschmack angepasst: Neugotik (1867/1868 und 1897), Neubarock (1927/1928), Purismus (1955/1956), Neubarock/Eklektizismus (1977/1978).
Die letzte Renovierung erfolgte 2001–2003 nach einem Gutachterverfahren durch das Architekturbüro Hahn Helten, Aachen, zum 175-jährigen Jubiläums der Diözese. Durch den Einzug einer Zwischendecke, ein modernes Beleuchtungskonzept, neue Bestuhlung und das Entfernen spätgotischer Altäre soll der Eindruck eines historischen Raumes mit gotisch-barockem Stilgemisch vergessen gemacht werden. Die barocken Apostelfiguren eines Rottenburger Meisters aus dem 17. Jahrhundert blieben als Säulenschmuck erhalten.

## Orgeln

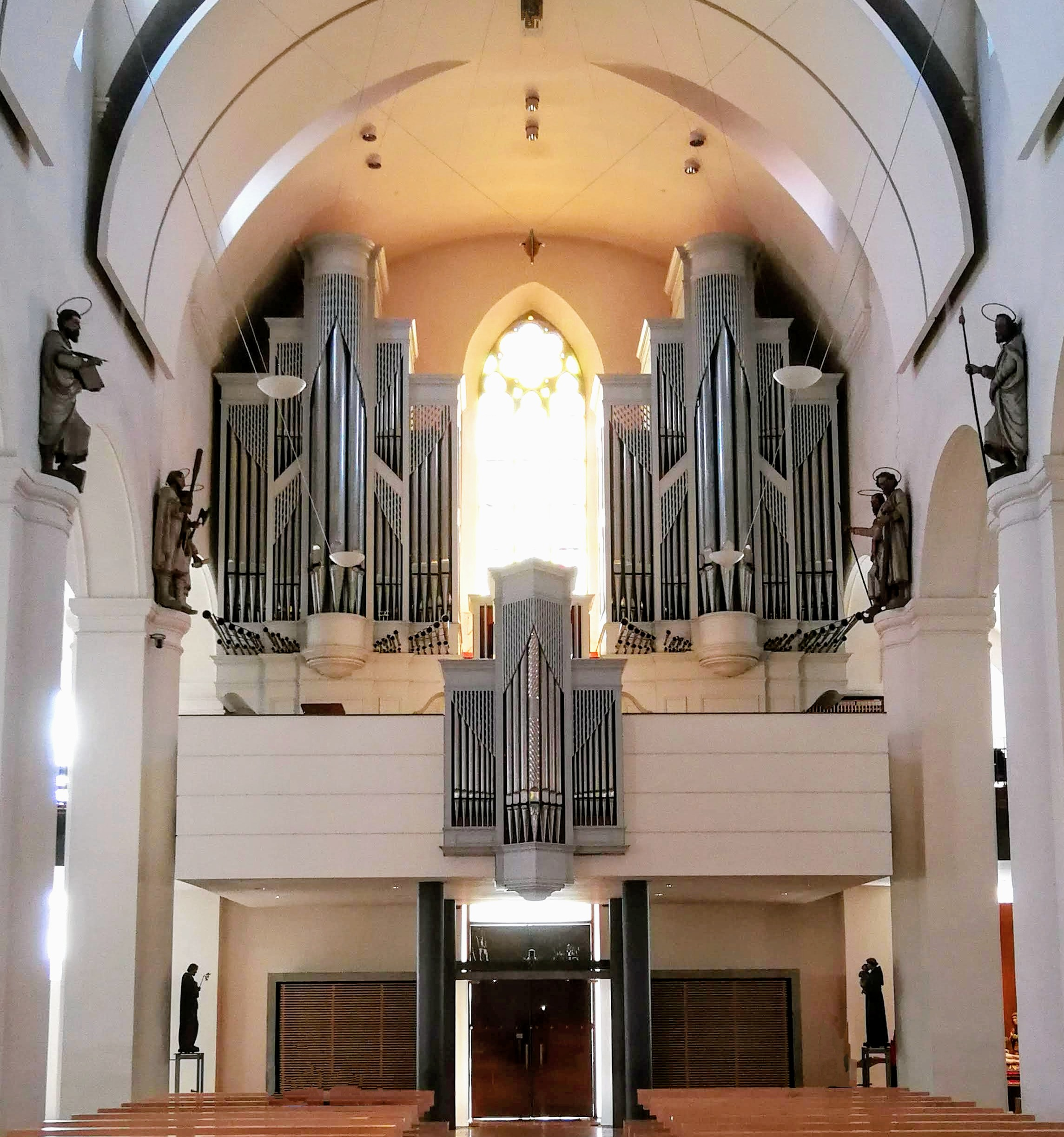
Hauptorgel

Die Orgeln im Rottenburger Dom wurden von Orgelbau Sandtner aus Dillingen an der Donau erbaut. Die Orgelanlage des Domes (Haupt- und Chororgel) hat heute 76 klingende Register (insgesamt 5142 Pfeifen), ein Röhrenglockenspiel und eine Celesta.

### Hauptorgel
Die Hauptorgel auf der Westempore wurde 1978/1979 von Hubert Sandtner erbaut und 2003 überholt, wobei der Prospekt dem nach der Renovation veränderten Kirchenraum angepasst wurde. Das Instrument hat 61 Register
(4331 Pfeifen) auf vier Manualen und Pedal (Schleifladen). Außerdem verfügt die Orgel über ein Röhrenglockenspiel (25 Klangstäbe), das im Jahre 2007 von Dompfarrer Harald Kiebler gestiftet wurde, und über eine originale Schiedmayer-Celesta aus den 1950er Jahren (61 Metallblättchen). Die Spieltraktur ist mechanisch und elektrisch (Doppeltraktur), die Registertraktur ist elektropneumatisch.
| I Rückpositiv C–g3 |                 |       |
| 1.                 | Principal       | 8′    |
| 2.                 | Rohrgedeckt     | 8′    |
| 3.                 | Oktave          | 4′    |
| 4.                 | Querflöte       | 4′    |
| 5.                 | Gemshorn        | 2′    |
| 6.                 | Sesquialtera II |       |
| 7.                 | Larigot         | 1 ⁄3′ |
| 8.                 | Scharff IV      | 1′    |
| 9.                 | Holzdulcian     | 16′   |
| 10.                | Cromorne        | 8′    |
|                    | Glocken (g–g2)  |       |
|                    | Tremulant       |       |

| II Hauptwerk C–g3 |                      |       |
| 11.               | Praestant            | 16′   |
| 12.               | Principal            | 8′    |
| 13.               | Flauto               | 8′    |
| 14.               | Gamba                | 8′    |
| 15.               | Octave               | 4′    |
| 16.               | Blockflöte           | 4′    |
| 17.               | Quinte               | 2 ⁄3′ |
| 18.               | Octave               | 2′    |
| 19.               | Cornet V             |       |
| 20.               | Mixtur IV            | 1 ⁄3′ |
| 21.               | Cimbel III           | 2⁄3′  |
| 22.               | Trompeta magna (Ch.) | 16′   |
| 23.               | Trompete             | 8′    |
| 24.               | Clarion (Ch.)        | 4′    |
|                   | Celesta              |       |

| III Schwellwerk C–g3 |            |        |
| 25.                  | Bourdon    | 16′    |
| 26.                  | Principal  | 8′     |
| 27.                  | Spillflöte | 8′     |
| 28.                  | Salicional | 8′     |
| 29.                  | Schwebung  | 8′     |
| 30.                  | Octave     | 4′     |
| 31.                  | Holzflöte  | 4′     |
| 32.                  | Viola      | 4′     |
| 33.                  | Nasard     | 2 ⁄3′  |
| 34.                  | Waldflöte  | 2′     |
| 35.                  | Terzflöte  | 1 3⁄5′ |
| 36.                  | Septime    | 1 ⁄7′  |
| 37.                  | Sifflet    | 1′     |
| 38.                  | Mixtur V   | 2′     |
| 39.                  | Fagott     | 16′    |
| 40.                  | Trompette  | 8′     |
| 41.                  | Oboe       | 8′     |
| 42.                  | Clairon    | 4′     |
|                      | Tremulant  |        |

| IV Brustschwellwerk C–g3 |             |        |
| 43.                      | Holzgedeckt | 8′     |
| 44.                      | Quintade    | 8′     |
| 45.                      | Rohrflöte   | 4′     |
| 46.                      | Principal   | 2′     |
| 47.                      | Terz        | 1 3⁄5′ |
| 48.                      | None        | 8⁄9′   |
| 49.                      | Cimbel II   | 1⁄2′   |
| 50.                      | Vox humana  | 8′     |
|                          | Tremulant   |        |

| Pedal C–f1 |                |       |
| 51.        | Untersatz      | 32′   |
| 52.        | Principal      | 16′   |
| 53.        | Subbaß         | 16′   |
| 54.        | Octave         | 8′    |
| 55.        | Spielflöte     | 8′    |
| 56.        | Octave         | 4′    |
| 57.        | Mixtur V       | 2 ⁄3′ |
| 58.        | Bombarde       | 32′   |
| 59.        | Posaune        | 16′   |
| 60.        | Trompete       | 8′    |
| 61.        | Schalmey       | 4′    |
|            | Glocken (G-f1) |       |

- Koppeln
  - Normalkoppeln: I/II, III/I, III/II, IV/I (elektrisch); IV/II, IV/III, I/P, II/P, III/P, IV/P (mechanisch)
  - Suboktavkoppeln: III/I, III/II (elektrisch)
  - Chororgel-Koppeln: II/I, I/II, II/II (Superoktavkoppel), I/P, II/P
- Spielhilfen:
  - elektronische Setzeranlage mit Sequenzer, USB-Laufwerk, Walze (60 Stufen)
  - Absteller für Chamaden (einzeln), Zungen, Mixturen; Ansteller für Celesta II und Chororgel
  - 2 Schwelltritte, Schweller Chororgel links/rechts
- Anmerkung

(Ch.)  = Zungenregister „en chamade“

### Chororgel
Die Chororgel wurde im Jahr 2003 erbaut und – dank zahlreicher Spender – im Jahre 2007 vervollständigt. Sie hat 14 Register auf zwei Manualen und Pedal, darunter ein extendiertes Register und eine Transmission ins Pedal (Subbass 16′). Die Spiel- und Registertrakturen sind elektrisch. Die Chororgel hat einen mobilen elektrischen Spieltisch im Altarraum und ist vom Spieltisch der Hauptorgel aus spielbar. Seit 2013 lässt sich vom zweimanualigen Chororgelspieltisch aus auch die Hauptorgel in vollem Umfang spielen, wobei die einzelnen Teilwerke frei zuschaltbar sind (liturgischer Zentralspieltisch, eingerichtet durch die Firma Hugo Mayer Orgelbau, Heusweiler).
| I Hauptwerk C-g3 |                      |     |
| 1.               | Bourdon              | 16′ |
| 2.               | Principal            | 8′  |
| 3.               | Gedeckt (Ext. Nr. 1) | 8′  |
| 4.               | Gambe                | 8′  |
| 5.               | Octave               | 4′  |
| 6.               | Flûte douce          | 4′  |

| II Schwellwerk C–g3 |            |       |
| 7.                  | Rohrflöte  | 8′    |
| 8.                  | Salicional | 8′    |
| 9.                  | Prestant   | 4′    |
| 10.                 | Cornet II  | 2 ⁄3′ |
| 11.                 | Doublette  | 2′    |
| 12.                 | Mixtur II  | 1 ⁄3′ |
| 13.                 | Trompete   | 8′    |
|                     | Tremulant  |       |

| Pedal C-f1 |                   |     |
| 14.        | Subbass (= Nr. 1) | 16′ |

- Koppeln: II/I, I/P, II/P, II/II (Superoktavkoppel)
- Spielhilfen: Setzerkombination, Sequenzer, USB-Laufwerk, 2 Schwelltritte, Schweller CO links/rechts, Hauptorgel an, SW 16′ (HO), Celesta II an (HO).

### Truhenorgel
Die Truhenorgel des Doms wurde 2015 von der Domsingschule Rottenburg bei dem niederländischen Orgelbauer Henk Klop (NL-Garderen) in Auftrag gegeben. Das Instrument hat 5 Register auf einem Manual (C–f3) und ist komplett mit Holzpfeifen (229) bestückt, was einen warmen und tragfähigen Klang mit sich bringt. Die Register Gedeckt 8′, Prinzipal (ab f0) 8′, Rohrflöte 4′ und Octave 2′ sind in Bass und Diskant geteilt (bei h0/c1). Das Register Quinte 3′ ist ein reines Diskantregister.
Die Truhenorgel ist regulär in leicht ungleichstufiger Stimmung temperiert und von der Tonhöhe her auf die beiden anderen Orgeln des Domes abgestimmt, so dass ein gemeinsames Musizieren möglich ist.  Das Instrument verfügt über eine Transponiervorrichtung (+/- einen Halbton).

## Kirchenmusiker
- 1953–1960: Peter Alexander Stadtmüller, Domchordirektor
- 1960–1990 Harald Kugler (Domkapellmeister)
- 1999–2007 Bernhard Kugler (Domkantor)[4]
- 1972–2010: Wolfram Rehfeldt (Domorganist)
- 1990–2013 Frank Leenen (Domkapellmeister)
- 2010–2022: Ruben Johannes Sturm (Domorganist)
- 2010–2016 Peter Lorenz (Domkantor)[5]
- seit 2013: Christian Schmitt (Domkapellmeister)[6]
- seit 2016: Robert Kopf (Domkantor)[6]
- seit 2023: Georg Oberauer (Domorganist)[6]

## Glocken
Im Turm hängen elf Glocken. Der historische Bestand wurde von der Glockengießerei Bachert aus Karlsruhe 2008 um zwei Glocken ergänzt. Seit 2004 hängt eine Sakristeiglocke in der Kirche.
| Glocke | Name                        | Gussjahr | Gießer, Gussort                    | Durchmesser | Gewicht | Schlagton |
| ------ | --------------------------- | -------- | ---------------------------------- | ----------- | ------- | --------- |
| 1      | Martinusglocke              | 2008     | Glockengießerei Bachert, Karlsruhe | 1990 mm     | 4800 kg | a0        |
| 2      | Zwölfuhrglocke              | 1649     | H. und Cl. Rosier, Rottenburg      | 1550 mm     | 2350 kg | c1        |
| 3      | Franziskusglocke            | 1953     | E. Gebhard, Kempten                | 1390 mm     | 1650 kg | d1        |
| 4      | Elfeglock oder Wetterglocke | 1649     | Cl. Rosier, Rottenburg             | 1250 mm     | 1100 kg | e1        |
| 5      | Salveglocke                 | 1649     | Cl. Rosier, Rottenburg             | 1070 mm     | 650 kg  | g1        |
| 6      | Marienglocke                | 2008     | Glockengießerei Bachert, Karlsruhe | 980 mm      | 550 kg  | a1        |
| 7      | Evangelistenglocke          | 1649     | Cl. Rosier, Rottenburg             | 820 mm      | 320 kg  | h1        |
| 8      | Sterbe-/Totenglocke         | 1737     | N. Rosier, Rottenburg              | 590 mm      | 115 kg  | e2        |
| 9      | Ziehglöckle                 | 1627     | Fr. Racle, Rottenburg              | 470 mm      | 70 kg   | a2        |
| 10     | Neuneglöckle                | 1744     | A. Lindner, Esslingen              | 400 mm      | 47 kg   | c3        |
| 11     | Kreuzglöckle                | 1645     | Rosier, Rottenburg                 | 330 mm      | 21 kg   | cis3      |
| I      | Sakristeiglocke (Martinus)  | 2004     | Glockengießerei Bachert, Karlsruhe | 180 mm      | 10 kg   | c4        |